# Particulă alfa

Dezintegrare alfa

Particulele alfa (numite după și notate cu litera grecească α) constă din doi protoni și doi neutroni legați între ei într-o particulă identică cu un nucleu de heliu; deci, se poate scrie ca He2+ sau 42He. Sunt o formă de radiație ionizantă, cu penetrare restrânsă. Masa particulei alfa este de 6.644656×10−27 kg, echivalentă cu o energie de 3.72738 GeV. Sarcina electrică a unei particule alfa este de +2e, unde e este sarcina electronului, e=1.602176462x10−19C.

## Emisie

Radiaţiile alfa constau din nuclei de heliu-4 care sunt ușor oprite de o foaie de hârtie. Radiațiile beta, care constau din electroni, sunt oprite de o placă de aluminiu. Radiațiile gamma sunt absorbite atunci când pătrund într-un material dens.

Particulele alfa sunt emise de nuclei radioactivi cum ar fi cei de uraniu sau radiu într-un proces numit dezintegrare alfa. Aceasta lasă uneori nucleul într-o stare excitată, cu emisia unei raze gamma care eliberează energia în exces. Spre deosebire de dezintegrarea beta, dezintegrarea alfa este mijlocită de forța nucleară tare. De obicei, particulele alfa nu au suficientă energie să scape din potențialul nucleului. Totuși, prin efect tunel, ele pot părăsi zona nucleului.
Când este emisă o particulă alfa, masa atomică a unui element scade cu aproximativ 4.0015 u, datorită pierderii a 2 neutroni și 2 protoni. numărul atomic al atomului scade cu 2, ca rezultat a pierderii a 2 protoni; atomul devine un nou element. De exemplu, prin dezintegrare alfa, radiul se transformă în radon.

## Proprietăți

Particulă alfa deviată de un câmp magnetic

Energia particulelor alfa variază, particulele de energie mare fiind emise de nucleele mai mari, dar majoritatea particulelor alfa au energii între 3 și 7 MeV. Aceasta este o cantitate substanțială de energie pentru o singură particulă, dar datorită masei lor mari, particulele alfa au viteză scăzută (cu o energie cinetică tipică de 5 MeV, viteza este de 15.000 km/s), mai scăzută decât orice alt tip comun de radiație (particulele β, razele γ, etc). Datorită sarcinii și masei mari, particulele alfa sunt ușor absorbite de materiale și pot călători doar câțiva centimetri în aer. Pot fi absorbiți de o foaie de hârtie sau de straturile exterioare ale pielii umane (aproximativ 40 micrometri, la o adâncime de câteva celule) și în general nu sunt periculoase pentru organismele vii, dacă sursa nu este inhalată sau înghițită. Datorită masei mari și absorbției puternice, însă, dacă radiațiile alfa ajung să intre în organism (cel mai adesea la inhalarea sau înghițirea de material radioactiv), este cea mai distrugătoare formă de radiație ionizantă. Este cea mai puternic ionizantă, și în doze suficient de mari pot cauza toate simptomele iradierii. Se estimează că distrugerea cromozomilor datorată particulelor alfa este de aproximativ 100 de ori mai mare decât cea cauzată de o doză echivalentă de altfel de radiație. Emițătorul alfa poloniu-210 este suspectat a juca un rol important în îmbolnăvirile de cancer pulmonar și vezicular cauzate de fumat.